# Bronisława Wajs
Bronisława Wajs, conocida como Papusza, (Sitaniec, Voivodato de Lublin; 17 de agosto de 1908 o Lublin, 10 de mayo de 1910-Inowrocław, 8 de febrero de 1987) fue una poeta y cantante polaca de etnia romaní.
Wajs fue la primera poeta gitana cuyos textos fueron publicados.

## Biografía

### Primeros años
Bronisława Wajs, conocida también como Papusza, nació en una familia de nómadas. Sus padres fueron Katarzyna Zielińska y un hombre de nombre desconocido que falleció en Siberia en 1914. Fue criada por su madre y por su padrastro, Jan Wajs, hombre alcohólico y ludópata. De su padrastro tuvo cinco hermanastros.
Pasó su infancia y su adolescencia con su familia en los territorios más orientales de la Polonia de entreguerras. Aprendió a escribir a pesar de que nunca asistió a la escuela. Esto lo consiguió por un lado de manera autodidacta y por otro lado ofreciendo víveres a cambio de que niños escolarizados y una tendera judía le enseñaran. A lo dieciséis años es obligada a casarse con Dionizy Wajs, arpista hermano de su padrastro y veinticuatro años mayor que ella. No llegaron a tener descendencia, aunque durante la Segunda Guerra Mundial adoptaron a un niño que se había quedado huérfano, llamado Władisław. La pareja actuaba regularmente junta, con Papusza cantando mientras Dionizy tocaba el arpa. No obstante, Bronisława "adquirió cierta soltura con el arpa, recitaba y en ocasiones tocaba también el violín".
Bronisława Wajs recibió el apodo de Papusza, que significa muñeca en romaní. Lo recibió por su belleza y en sus memorias la propia Papusza admitió ser una persona coqueta y en cierto modo "salvaje como una pantera". No obstante, fue víctima de más de un intento de violación.

### Durante la Segunda Guerra Mundial

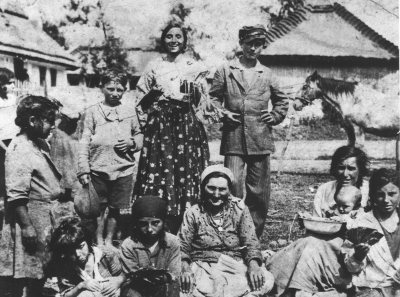
Bronisława Wajs en 1930.

Los poemas de Bronisława Wajs fueron "uno de los primeros y escasos del exterminio del pueblo gitano". A este dedicó Papusza uno de sus poemas más extensos, Lágrimas sangrientas, de 1952. Wajs expresó apasionadamente la magnitud de los sufrimientos de su pueblo durante la guerra, expresando también su amor por la vida y la naturaleza.  Tras la guerra, Papusza recorrió las regiones de Mazuria y Pomerania hasta llegar a la franja occidental de Polonia.

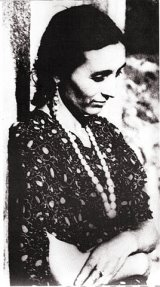

### Tras la guerra
Durante la década de 1950, las autoridades comunistas llevaron a cabo un plan de "asentamiento y productivización" de la comunidad gitana polaca. Para Papusza esto fue una oportunidad para tener "un techo en un país y una escuela para niños y niñas". Sin embargo, su colaboración con las autoridades generó notables suspicacias en la comunidad. De este modo, en 1953, mientras residía en el koljós gitano de Gorzów Wielkopolski, el clan gitano la apartó por "traidora". Además de sus contactos con las autoridades, tampoco la escritura era vista con buenos ojos por los miembros del clan, pues en cierto modo suponía "contar los secretos" de las costumbres gitanas. Su situación empeoró con la publicación de una antología suya en 1956 y de su poemario Canciones habladas, ya en 1973. Vivió a partir de entonces aislada del clan, condenada al ostracismo y con una aguda depresión nerviosa, con los únicos apoyos de su marido, ya mayor y necesitado de cuidados, y su hermana.
Bronisława Wajs falleció el 8 de febrero de 1987 en la pequeña ciudad de Inowrocław.

## Obra
En 1949, tras la Segunda Guerra Mundial, se refugió con el clan Wajs el poeta y etnógrafo polaco Jerzy Ficowski, partisano del clandestino Ejército nacional polaco, principal movimiento de la Resistencia polaca a la ocupación nazi. Ficowski animó a Papusza a recopilar su poesía y se la enseñó a Julian Tuwim, quien le buscó editores y comentó el caso excepcional que suponía Bronisława Wajs.
Por otra parte, Wajs era prácticamente bilingüe y hablaba tanto polaco como romaní. Escribía su diario en polaco aunque su poesía en romaní. No escribía versos que rimaran ni los separaba de ninguna forma convencional. Empleaba paréntesis para indicar el final de sus frases y empleaba las rimas gramaticales propias del romaní. 

## Homenajes

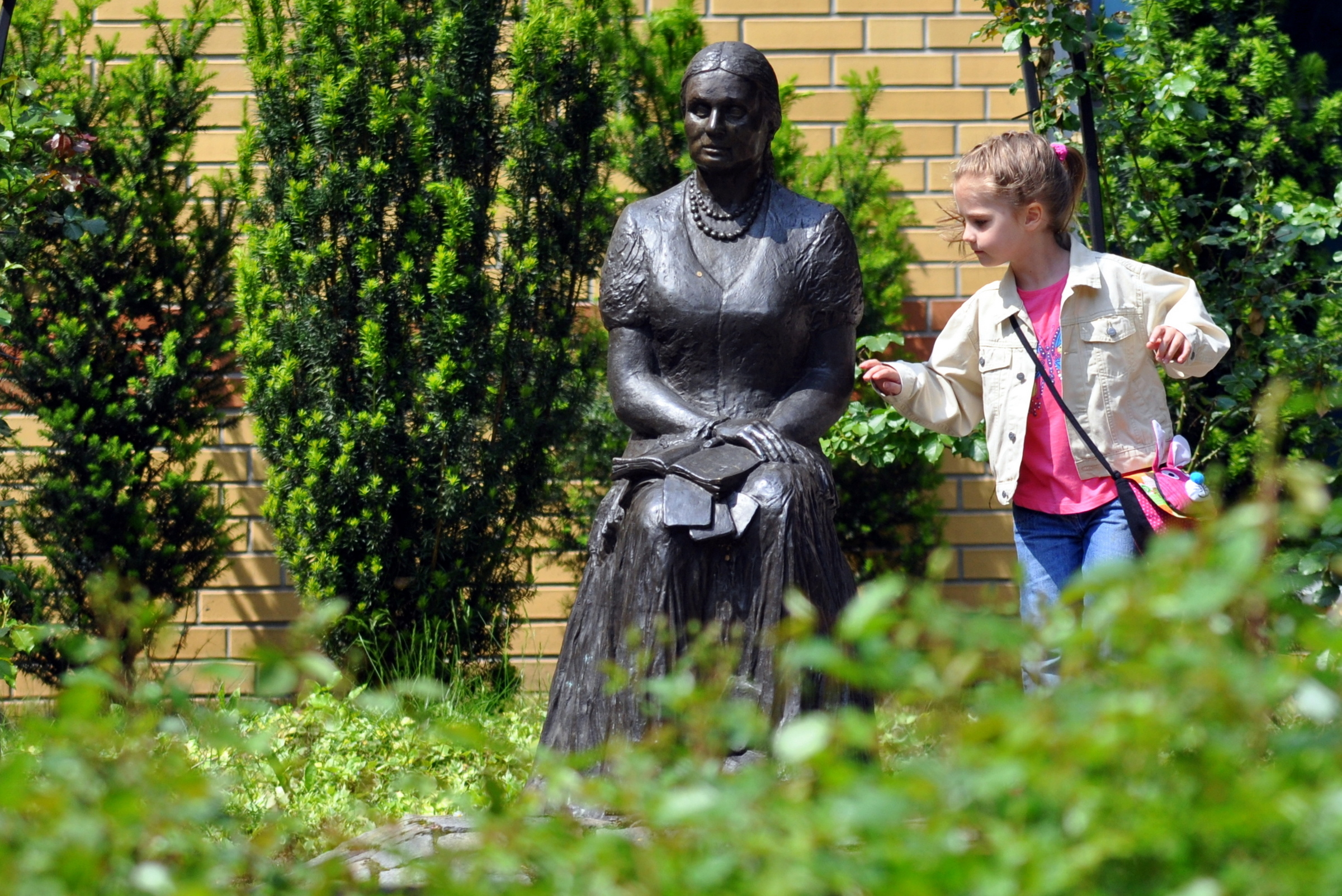
Estatua en homenaje a la poeta en Gorzów Wielkopolski.

- En 2013 se estrenó una película basada en su vida, titulada Papusza y dirigida por Joanna Kos-Krauze y Krzysztof Krauze.[3][2] La película fue candidata a obtener un premio Goya en 2016.[4]
- En el museo de Auschwitz se expone el poema de Wajs Lágrimas sangrientas junto a una foto de la autora.[1]
- La casa donde vivió y murió Papusza al final de su vida, en Gorzów Wielkopolski, fue señalada con una placa conmemorativa  y en 2008 se colocó una estatua de la poeta en un parque de la localidad.[5]

## Volúmenes publicados
(Traducidos todos del romaní al polaco por Jerzy Ficowski)
- Pieśni Papuszy (Wrocław, 1956),
- Pieśni mówione (Łódź, 1973),
- Lesie, ojcze mój (Warszawa, 1990).

### Traducido al castellano
- Papusza (2019). Lesie, ojcze mój (Amelia Serraller Calvo, trad.) [El bosque, mi padre] (en polaco-castellano). Madrid: Torremozas. ISBN 978-8478398126.

## Premios
- Lubuska Premio de la Cultura (1958);
- Premio de la Cultura "Nadodrze" (1978);
- Premio Gorzowska (1978).